# 30 de julio
El 30 de julio es el 211.º (ducentésimo undécimo) día del año en el calendario gregoriano y el 212.º en los años bisiestos. Quedan 154 días para finalizar el año.

## Acontecimientos
- 49 a. C.: en Hispania se enfrentan los ejércitos romanos de Cneo Pompeyo Magno y Julio César (Batalla de Ilerda).
- 761: El califa abasí Al-Mansur funda la ciudad de Bagdad.[1]
- 1017: en León (España), el rey Alfonso V promulga el Fuero de León.
- 1086: en España, el ejército almorávide a las órdenes de Yusuf ibn Tasufin, cruza el Estrecho de Gibraltar y desembarca en Algeciras.
- 1369: en España, los nazaríes arrebatan a los cristianos la ciudad de Algeciras después de un corto asedio a la ciudad.
- 1419: en la capital de Bohemia (República Checa) tiene lugar la primera defenestración de Praga.
- 1502: al norte de Honduras, Cristóbal Colón llega a la isla Guanaja.
- 1626: en París comienzan las obras de construcción de los edificios de la Universidad de La Sorbona.
- 1749: Tiene comienzo en España la Gran Redada, conocida oficialmente como Prisión general de gitanos, proyecto ideado y dirigido por Zenón de Somodevilla, I marqués de la Ensenada.
- 1762: en La Habana (Cuba), tropas británicas ocupan el castillo del Morro, pese a la resistencia que ofrecieron los españoles.
- 1789: parte de Cádiz la expedición Malaspina, el viaje político-científico más importante de la Ilustración española.
- 1808: José I Bonaparte abandona Madrid precipitadamente al conocer la noticia de la victoria de las tropas españolas sobre las francesas en la Batalla de Bailén.
- 1811: en Chihuahua (México), Miguel Hidalgo, líder del movimiento independentista, muere fusilado junto a otros compañeros a manos de los soldados realistas. José María Morelos se convierte en el nuevo jefe revolucionario.
- 1878: en Madrid (España) se dispone la construcción del actual edificio de la Bolsa de Comercio.
- 1881: en Pretoria se firma un convenio por el que Inglaterra otorga a los bóeres una república bajo protectorado británico en asuntos exteriores.
- 1887: en París concluyen los trabajos de cimentación de la torre Eiffel.
- 1888: en México se cambia el nombre de El Paso del Norte a Ciudad Juárez.
- 1891: el primer tren aparece en Ayerbe para comenzar unos años de gran actividad mercantil.
- 1909: México: un terremoto de magnitud 7,5 (MW) sacude la costa sur mexicana dejando dos muertos y daños de grandes proporciones en el puerto de Acapulco y en la Ciudad de México.
- 1910: el Gobierno español, presidido por José Canalejas, suspende sus relaciones diplomáticas con la Santa Sede.
- 1912: en España se funda la asociación Exploradores de España; que inicia oficialmente el escultismo en ese país.
- 1930: la selección uruguaya se consagra como el primer campeón mundial de fútbol en la Copa Mundial de Fútbol de 1930 al vencer en la final a su par argentino por 4 goles contra 2.
- 1934: Creación de la Escuela de Guerra Naval (Argentina). Fue concebida como un instituto rector en la educación del personal superior de la Armada Argentina y pensada para cubrir sus necesidades académicas.
- 1945: El crucero pesado de clase Portland USS Indianapolis (CA-35) perteneciente a la Armada de los Estados Unidos es torpedeado y hundido por el submarino japonés I-58.
- 1969: comienzan a proliferar en las playas españolas los bañadores de dos piezas (bikinis).
- 1971: alunizaje del Apolo 15 con los astronautas David R. Scott, Alfred M. Worden y James B. Irwin. Séptima misión en la Luna y cuarta en haber alunizado.
- 1975: en El Salvador, el coronel Carlos Humberto Romero (quien dos años después será presidente del país) ordena una masacre de estudiantes de la Universidad de El Salvador.
- 1975: en Estados Unidos desaparece el sindicalista Jimmy Hoffa.
- 1976: el rey Juan Carlos I decreta una amnistía política en España que afecta a 500 personas encarceladas por su ideología.
- 1976: Honduras y El Salvador acuerdan el alto el fuego.
- 1980: Vanuatu se independiza de Francia y el Reino Unido.
- 1982: el presidente de Panamá, Arístides Royo, presenta su renuncia al parlamento.
- 1982: en México se publicó el primer número de la revista historias de la Dirección de Estudios Históricos del Instituto Nacional de Antropología e Historia.
- 1983: en España entra en vigor la nueva ley laboral que establece las 40 horas semanales de trabajo y los 30 días de vacaciones anuales.
- 1984: el número dos de ETA, Eugenio Etxebeste, es detenido por la policía francesa.
- 1992: el escritor indobritánico Salman Rushdie, amenazado por el extremismo islámico, aparece en público en El Escorial (España).
- 1994: se lanza el álbum "La hija de La lagrima", una opera-rock creada por el artista Charly García
- 2000: las elecciones presidenciales y legislativas celebradas en Venezuela dan el triunfo al presidente Hugo Chávez, que gana 99 de los 165 escaños de la Asamblea Nacional y 14 de los 23 gobiernos estatales.
- 2002: en la Ciudad de Guatemala, el papa Juan Pablo II canoniza al religioso canario Pedro de San José de Betancur.
- 2003: la empresa Volkswagen fabrica el último automóvil Volkswagen Sedán del mundo en la ciudad de Puebla, México.
- 2006: en Beirut (Líbano) las tropas israelíes bombardean a la población civil. Mueren asesinadas 60 personas.
- 2007: el primer accidente del Metro de Caracas deja una mujer muerta y cinco heridos.
- 2008: en el planeta Marte, la sonda de la NASA Phoenix encuentra agua.
- 2010: Resolución 1935 del Consejo de Seguridad del Naciones Unidas es adoptada.
- 2012: fue publicado Ashes, el aclamado álbum debut de la cantautora inglesa Kyla La Grange.
- 2014: en Málaga (España) se inauguran las dos primeras líneas del metro de Málaga.

Escenario principal de Tomorrowland 2022.

- 2015: en Jerusalén, en una marcha de orgullo gay un fanático religioso apuñala a 12 personas.[2] Había salido en libertad tres semanas antes tras haber pasado 10 años en prisión por haber apuñalado a tres personas en la marcha gay de 2005.[3]
- 2021: en Piura, Perú, se registró un sismo de 6.1 grados de magnitud.
- 2022: la DJ belga Charlotte de Witte se convirtió en la primera DJ especializada en Techno y en la primera mujer en cerrar un escenario principal de Tomorrowland en la historia.
- 2022: se llevó a cabo SummerSlam 2022, el primer evento de la nueva era de WWE con Stephanie McMahon y Triple H a cargo de la empresa tras la salida de Vince.
- 2025: en la península de Kamchatka, Rusia, ocurre un terremoto de 8,8, considerado hasta ahora el 6º mas potente de la historia.

## Nacimientos
- 1511: Giorgio Vasari, arquitecto, pintor y escritor italiano (f. 1574).
- 1549: Fernando de Médici, aristócrata toscano (f. 1609).
- 1641: Regnier de Graaf, médico y fisiólogo neerlandés  (f. 1673).
- 1645: Miguel Núñez de Sanabria, abogado y político hispanoperuano (f. 1729).
- 1762: Juan O'Donojú, militar español (f. 1821).
- 1772: Fray Justo Santa María de Oro, sacerdote republicano argentino (f. 1836).
- 1818: Emily Brontë, novelista británica (f. 1848).
- 1857: Thorstein Veblen, economista institucionalista y sociólogo estadounidense (f. 1929).
- 1863: Henry Ford, industrial estadounidense (f. 1947).
- 1888: Werner Wilhelm Jaeger, filólogo alemán (f. 1961).
- 1889: Horace Alexander, escritor, pacifista y ornitólogo británico (f. 1989).
- 1889: Frans Masereel, artista y pacifista belga (f. 1972).
- 1889: Vladimir Zworikin, ingeniero estadounidense de origen ruso (f. 1982).
- 1898: Henry Moore, escultor británico (f. 1986).
- 1900: Emilio Cebrián Ruiz, compositor español (f. 1943).
- 1900: Iván Fediúninski, militar soviético (f. 1977).
- 1903: Henri Caffarel, sacerdote francés (f. 1996).
- 1903: Juan Palmero, abogado y político argentino (f. 2003).
- 1904: Salvador Novo, poeta mexicano (f. 1974).
- 1905: Pedro Quartucci, actor argentino (f. 1983).
- 1909: Cyril Northcote Parkinson, historiador británico (f. 1993).
- 1910: Edgar de Evia, fotógrafo estadounidense (f. 2003).
- 1915: Juan Verdaguer, actor y humorista uruguayo (f. 2001).
- 1920: Marie Tharp, cartógrafa oceanográfica y geóloga estadounidense (f. 2006).
- 1921: Joan Triadú, escritor y crítico literario español (f. 2010).
- 1922: Mario Boyé, futbolista argentino (f. 1992).
- 1922: Sabino Augusto Montanaro, político paraguayo (f. 2011).

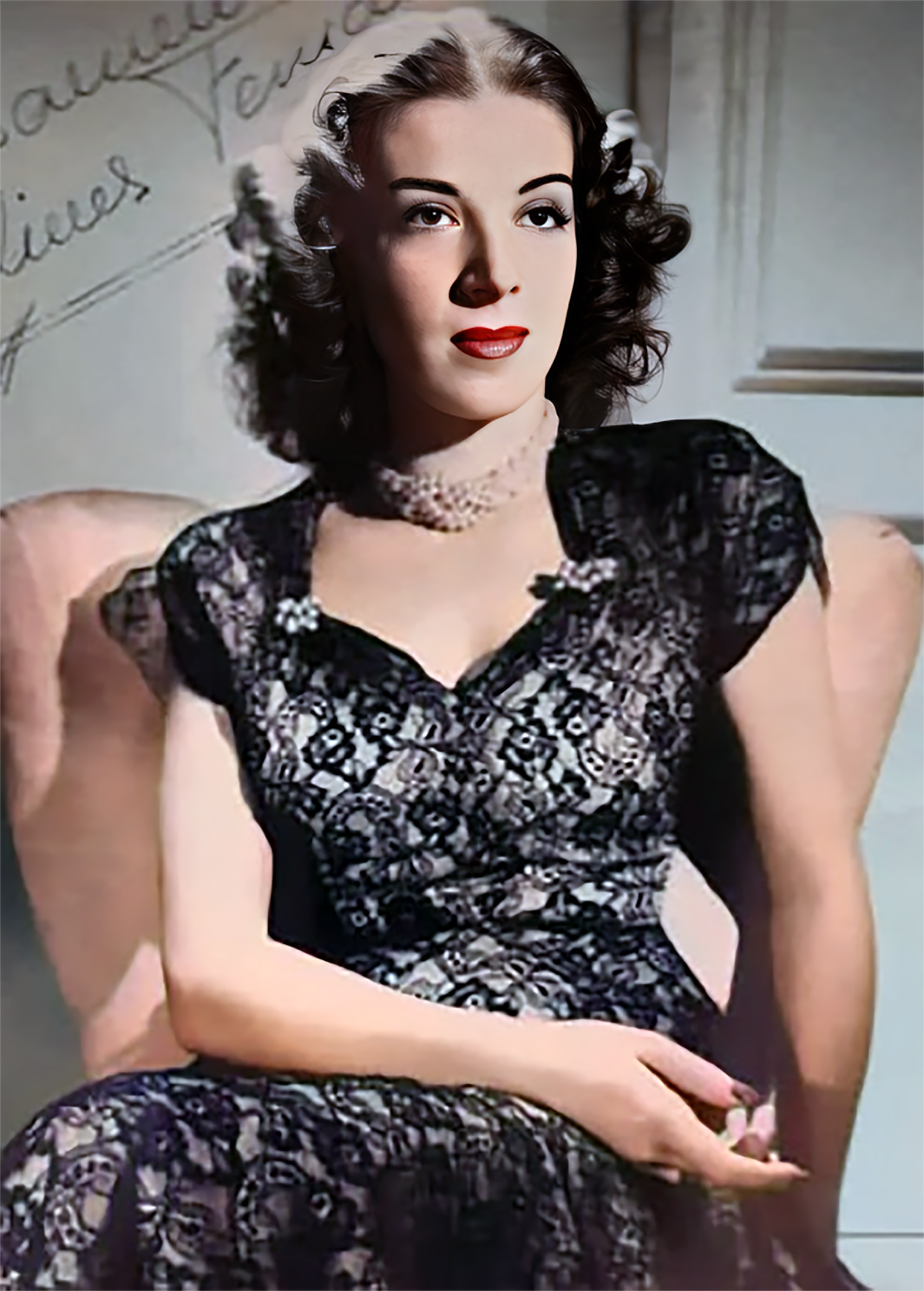
Angelines Fernández

- Angelines Fernández1922: Micaela Josefa Portilla Vitoria, antropóloga, historiadora y pedagoga española (f.2005)
- 1924: Angelines Fernández, fue una actriz y comediante mexicana de origen español, conocida por su personaje de Doña Clotilde, la Bruja del 71, en la serie El Chavo del 8 . (f.1994)
- 1926: Nina Kulagina, psíquica rusa (f. 1990).
- 1926: Lilia Michel, actriz mexicana (f. 2011).
- 1929: Sid Krofft, productor canadiense de televisión.
- 1930: Tony Lip, actor estadounidense (f. 2013).
- 1931: Dominique Lapierre, escritor francés.
- 1933: Alberto Etcheverry, futbolista argentino (f. 2014).
- 1934: Gonzalo Suárez, escritor y guionista español.
- 1936: Buddy Guy, guitarrista y cantante de blues estadounidense.
- 1936: Pilar de Borbón, aristócrata española, infanta de España y duquesa de Badajoz (f. 2020).
- 1939: Peter Bogdanovich, cineasta estadounidense (f. 2022).
- 1940: Clive Sinclair, pionero informático e inventor británico (f. 2021).
- 1941: Paul Anka, cantante canadiense.
- 1941: Rosa María Sardà, actriz y presentadora de televisión española (f. 2020).
- 1942: José Luis Bollea, cantante, director y compositor argentino (f. 2010).
- 1942: Danny Daniel, cantante y compositor español.
- 1943: Giovanni Goria, político italiano (f. 1994).
- 1944: Frances de la Tour, actriz británica.
- 1945: Luis Gonzales Posada, abogado y político peruano.
- 1945: Patrick Modiano, novelista francés.
- 1946: Conrado Alonso Buitrón, político español.

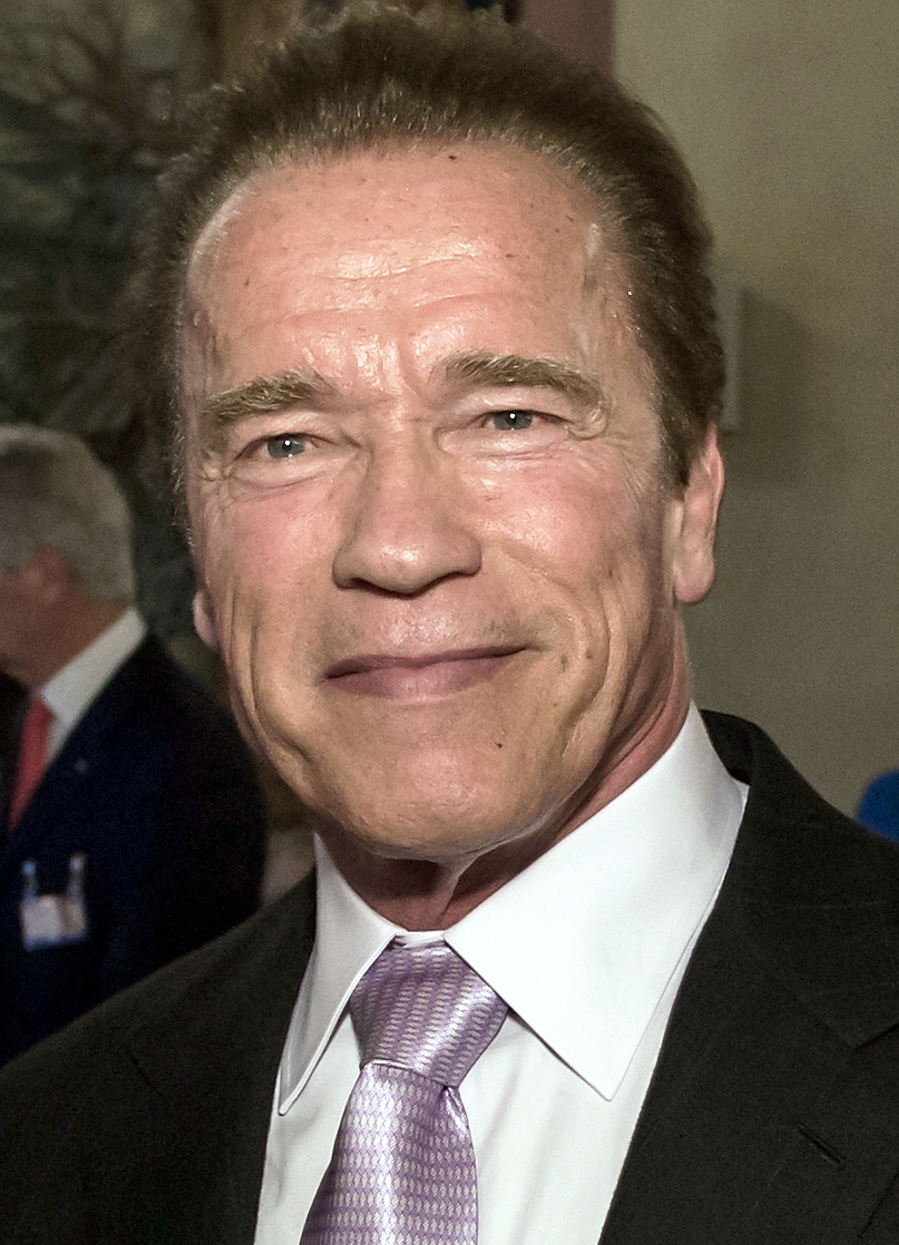
Arnold Schwarzenegger

- 1947: Arnold Schwarzenegger, actor, político y fisicoculturista austríaco / estadounidense.
- 1947: Françoise Barré-Sinoussi, bióloga y médica francesa, premio nobel de medicina en 2008.
- 1948: Jean Reno, actor hispano-francés.
- 1948: Carel Struycken, actor neerlandés.
- 1950: Gabriele Salvatores, cineasta italiano.
- 1950: Tomás Cox, periodista, animador y productor chileno.
- 1952: Roberto Madrazo, abogado y político mexicano.
- 1952: Ilan Chester, cantautor y músico venezolano.
- 1954: Ken Olin, actor, cineasta y productor estadounidense.
- 1955: Elena Irureta, actriz española.
- 1957: Nery Pumpido, futbolista argentino.
- 1957: Rat Scabies, músico británico, de la banda The Damned.
- 1958: Kate Bush, cantante y compositora británica.
- 1958: Daley Thompson, atleta británico.
- 1959: Abdullah de Pahang, sultán de Malasia dedde 2019.
- 1959: Pablo Mieres, sociólogo y político uruguayo.
- 1960: Richard Linklater, cineasta estadounidense.
- 1960: Leopoldo Alfredo Bravo, político y diplomático argentino (f. 2010).
- 1961: Laurence Fishburne, actor estadounidense.
- 1961: Víctor Trujillo, comediante, locutor, presentador de televisión y actor de doblaje mexicano.
- 1961: René Casados, actor mexicano
- 1963: Lisa Kudrow, actriz estadounidense.
- 1963: Chris Mullin, baloncestista estadounidense.
- 1964: Vivica A. Fox, actriz estadounidense.
- 1964: Jürgen Klinsmann, futbolista alemán.
- 1967: Aki Ville Yrjänä, poeta y cantautor finlandés.
- 1967: Daniel Sirera, político español.

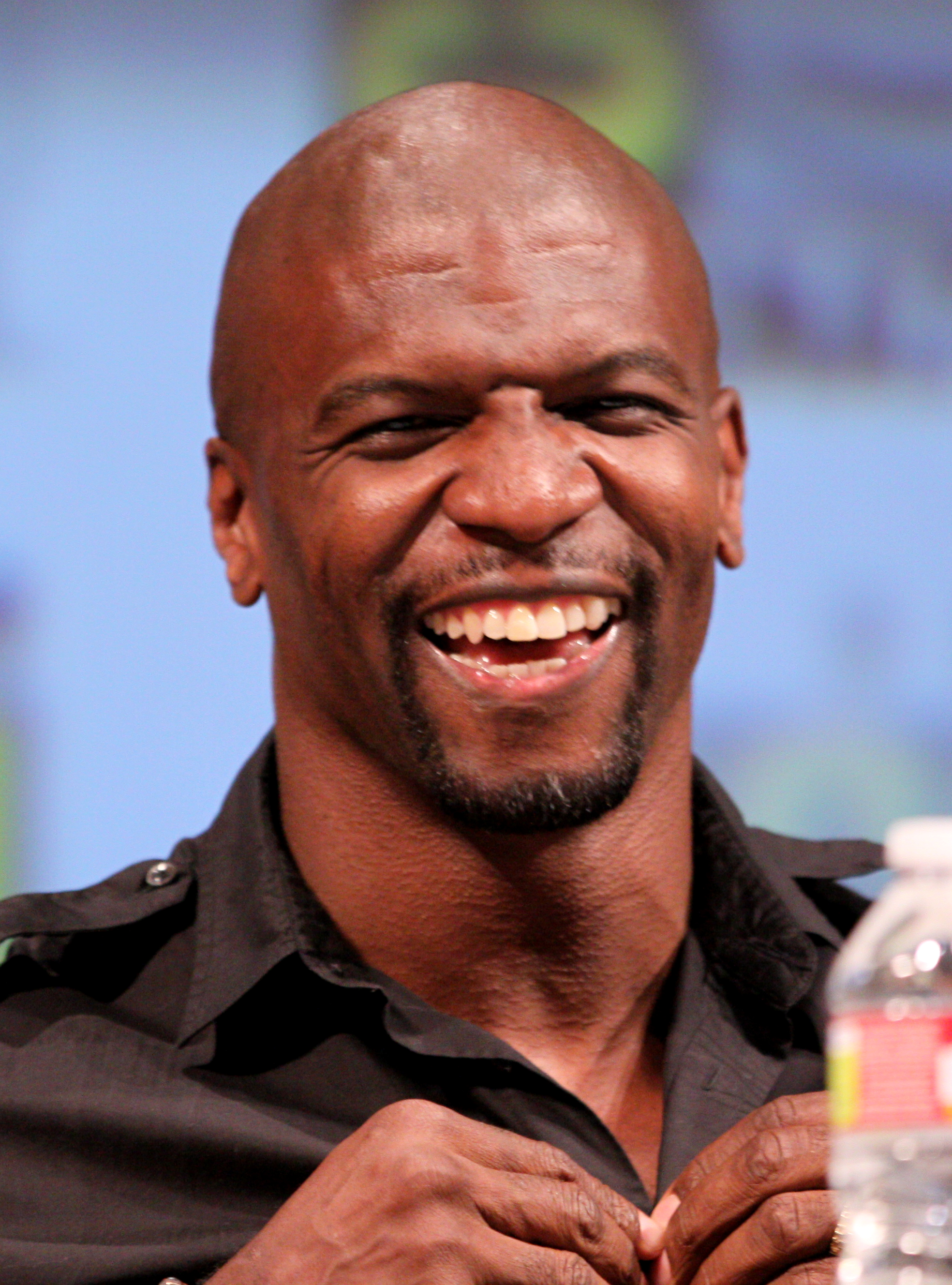
Terry Crews

- 1968: Terry Crews, actor, comediante y actor de doblaje estadounidense.
- 1968: Robert Korzeniowski, atleta polaco.
- 1968: Sean Moore, baterista británico, de la banda Manic Street Preachers.
- 1969: Simon Baker, actor australiano.
- 1969: Braulio Tejada, futbolista peruano, víctima de la Tragedia aérea del Club Alianza Lima (f. 1987).

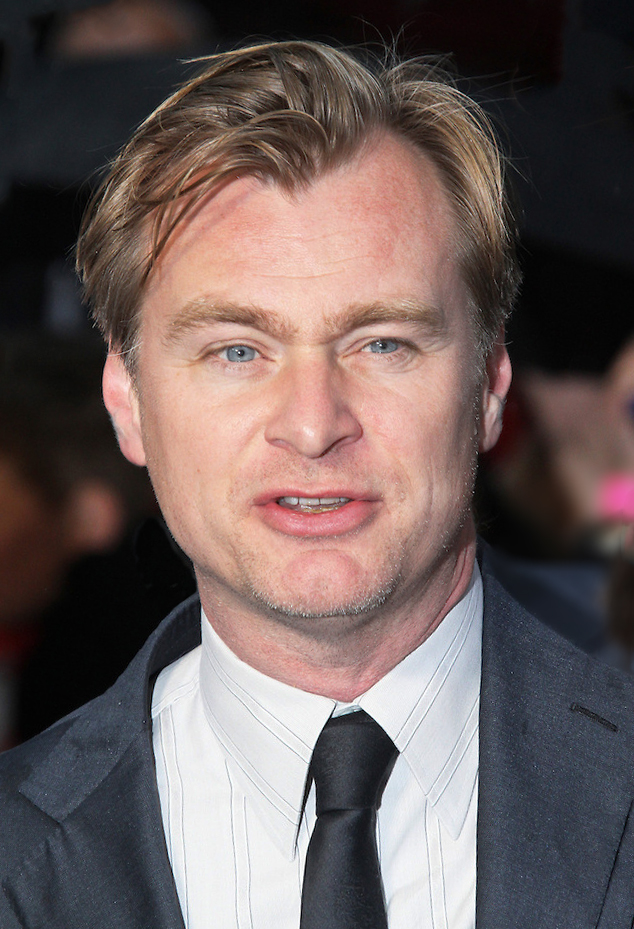
Christopher Nolan

- 1970: Christopher Nolan, cineasta británico.
- 1971: Elvis Crespo, cantante puertorriqueño.
- 1971: Tom Green, cómico canadiense.
- 1971: Christine Taylor, actriz estadounidense.
- 1972: Fabiola Campomanes, actriz mexicana
- 1972: Daniel Lugo, actor puertorriqueño.
- 1973: Andrea Gaudenzi, tenista italiano.
- 1973: Ümit Davala, futbolista y entrenador turco.
- 1974: Hugo Alberto Morales, futbolista y medallista olímpico argentino.
- 1974: Radostin Kishishev, futbolista búlgaro.

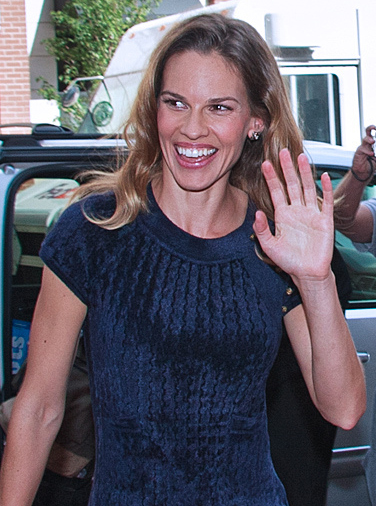
Hilary Swank

- 1974: Hilary Swank, actriz estadounidense.
- 1975: Gabriela Pazmiño, conductora de televisión ecuatoriana.
- 1976: Nelson Laluz, futbolista uruguayo.
- 1977: Javier Botet, actor y director de cine español.
- 1977: Jaime Pressly, actriz y modelo estadounidense.
- 1977: Marvis Thornton, baloncestista estadounidense.
- 1977: Diana Bolocco, conductora televisiva chilena.
- 1977: Pita Rabo, futbolista fiyiano.
- 1977: Damiano Vannucci, futbolista sanmarinense.
- 1979: Roberto Bruce, periodista chileno (f. 2011).
- 1979: Maya Naser, periodista sirio (f. 2012).
- 1979: Ian Watkins, cantante británico, de la banda Lostprophets.
- 1980: Rahman Ahmadi, futbolista iraní.
- 1980: April Bowlby, actriz estadounidense.
- 1981: Nicky Hayden, motociclista estadounidense (f. 2017).
- 1982: Yvonne Strahovski, actriz australiana.
- 1982: Victoria Maurette, actriz y cantante argentina.
- 1983: Mariano Andújar, futbolista argentino.
- 1983: Cristian Molinaro, futbolista italiano.
- 1983: Daniel Giménez Hernández, futbolista español.
- 1984: María León, actriz española.
- 1984: Gina Rodriguez, actriz estadounidense.
- 1985: Fabiana Vallejos, futbolista argentina.
- 1986: Carolina Guerra, es una actriz, docente, productora y directora de teatro colombiana.
- 1992: Matteo Badilatti, ciclista suizo.
- 1992: Greta Adami, futbolista italiana.
- 1992: Kevin Volland, futbolista alemán.
- 1993: André Gomes, futbolista portugués.
- 1993: Gianluca Caprari, futbolista italiano.
- 1994: Álex Muñoz, futbolista español.
- 1994: Jordan Silva, futbolista mexicano.
- 1994: Olfa Saudi, yudoca tunecina.
- 1995: Hirving Lozano, futbolista mexicano.
- 1996: Leandro Otormín, futbolista uruguayo.
- 1997: Finneas O'Connell, cantante, compositor, productor musical y actor estadounidense.
- 1997: Steven Nicanor Prieto Morales, futbolista español.
- 1997: Kyle Hiebert, futbolista canadiense.
- 1997: Takuro Kaneko, futbolista japonés.
- 1997: Egil Selvik, futbolista noruego.
- 1997: Carlos Arrúa, futbolista paraguayo.
- 1997: Javier Retamales, futbolista chileno.
- 1998: Teruki Hara, futbolista japonés.
- 1998: Nina Benz, ciclista alemana.
- 1998: Christopher Bowers, piragüista británico.
- 1998: Eveline Saalberg, atleta neerlandesa.
- 1998: Álex Domínguez, futbolista español.
- 1998: Daniel Gómez Alcón, futbolista español.
- 1998: Rubin Hebaj, futbolista albanés.
- 1998: Darko Jorgić, tenista de mesa esloveno.
- 1998: Dušan Miletić, baloncestista serbio.
- 1999: Joey King, actriz estadounidense.
- 1999: Thomas Pidcock, ciclista británico.
- 1999: Melvin Cartagena, futbolista salvadoreño.
- 1999: June-hyuk Ahn, futbolista surcoreano.
- 2000: Roman Mityukov, nadador suizo.
- 2000: Asahi Haga, futbolista japonés.
- 2000: Pedro Agostinho, futbolista angoleño.
- 2000: Carlos Camacho del Hoyo, saltador español.
- 2000: Terrence Shannon Jr., baloncestista estadounidense.
- 2001: Mahmoud Saber, futbolista egipcio.

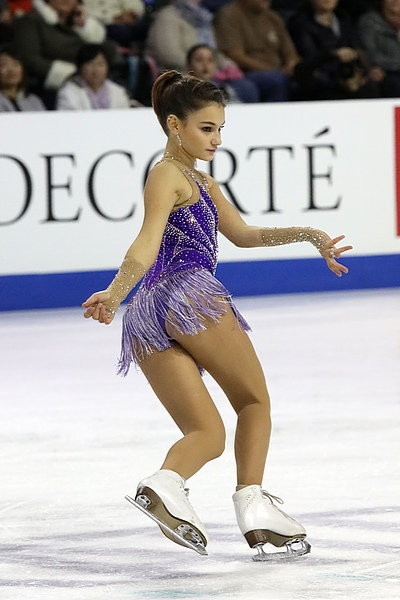
Sofia Samodúrova

- 2002: Sofia Samodúrova, patinadora de hielo rusa.

## Fallecimientos
- 579: Benedicto I, papa de la Iglesia católica entre 575 y 579 (n. ¿ ?).
- 1286: Gregorio Bar Hebraeus, obispo, cronista y poeta cristiano ortodoxo sirio (n. 1226).
- 1523: Juan de Anchieta, compositor español (n. ca. 1462).
- 1566: Guillaume Rondelet, médico y naturalista francés (n, 1507).Jón Leifs
- 1683: María Teresa de Austria, infanta española y reina consorte de Francia, esposa de Luis XIV (n. 1638).
- 1718: William Penn, filósofo británico (n. 1644).
- 1771: Thomas Gray, poeta británico (n. 1716).
- 1804: Carlo Allioni, médico, naturalista y botánico italiano (n. 1728).
- 1811: Miguel Hidalgo y Costilla, insurgente y religioso mexicano (n. 1753).
- 1834: Diego Clemencín, escritor, cervantista y político español (n. 1765).
- 1894: Walter Pater, escritor e historiador del arte británico (n. 1839).
- 1898: Otto von Bismarck, político y estadista alemán (n. 1815).
- 1912: Meiji, 122.º emperador japonés (n. 1852).
- 1916: Albert Neisser, microbiólogo alemán (n. 1855).
- 1917: Pável Gerdt, bailarín y maestro de ballet ruso (n. 1844).
- 1925: William Wynn Westcott, médico y ocultista británico, cofundador de la Golden Dawn (n. 1848).
- 1930: Hans Gamper, fundador del Fútbol Club Barcelona (n. 1877).
- 1944: Nikolai Nikolaevich Polikarpov, diseñador de aviones soviético (n. 1892).
- 1950: Guilhermina Suggia, violonchelista portuguesa. (n.1885)
- 1957: José Oiticica, anarquista brasileño (n. 1882).
- 1958: Florentino López Cuevillas, historiador y escritor español en lengua gallega (n. 1886).
- 1962: Luigi Carnera, astrónomo italiano (n. 1875).
- 1968: Jón Leifs, compositor islandés (n. 1899)
- 1976: Rudolf Karl Bultmann, teólogo alemán (n. 1884).
- 1977: Jürgen Ponto, banquero alemán (n. 1923).
- 1978: Umberto Nobile, ingeniero aeronáutico y explorador ártico italiano (n. 1885).
- 1980: Alejandro Garretón, médico chileno (n. 1900).
- 1981: Fernando Paz Castillo, poeta, crítico, diplomático y educador venezolano (n. 1893).
- 1987: Manuel de Lekuona, sacerdote, escritor, historiador y promotor del euskera (n. 1894).
- 1989: Ramón Areces, empresario español, fundador de los almacenes El Corte Inglés (n. 1904).
- 1990: Benjamín Cid, abogado chileno (n. 1906).
- 1992: Joe Shuster, dibujante canadiense de cómics, cocreador del personaje Súperman (n. 1914).

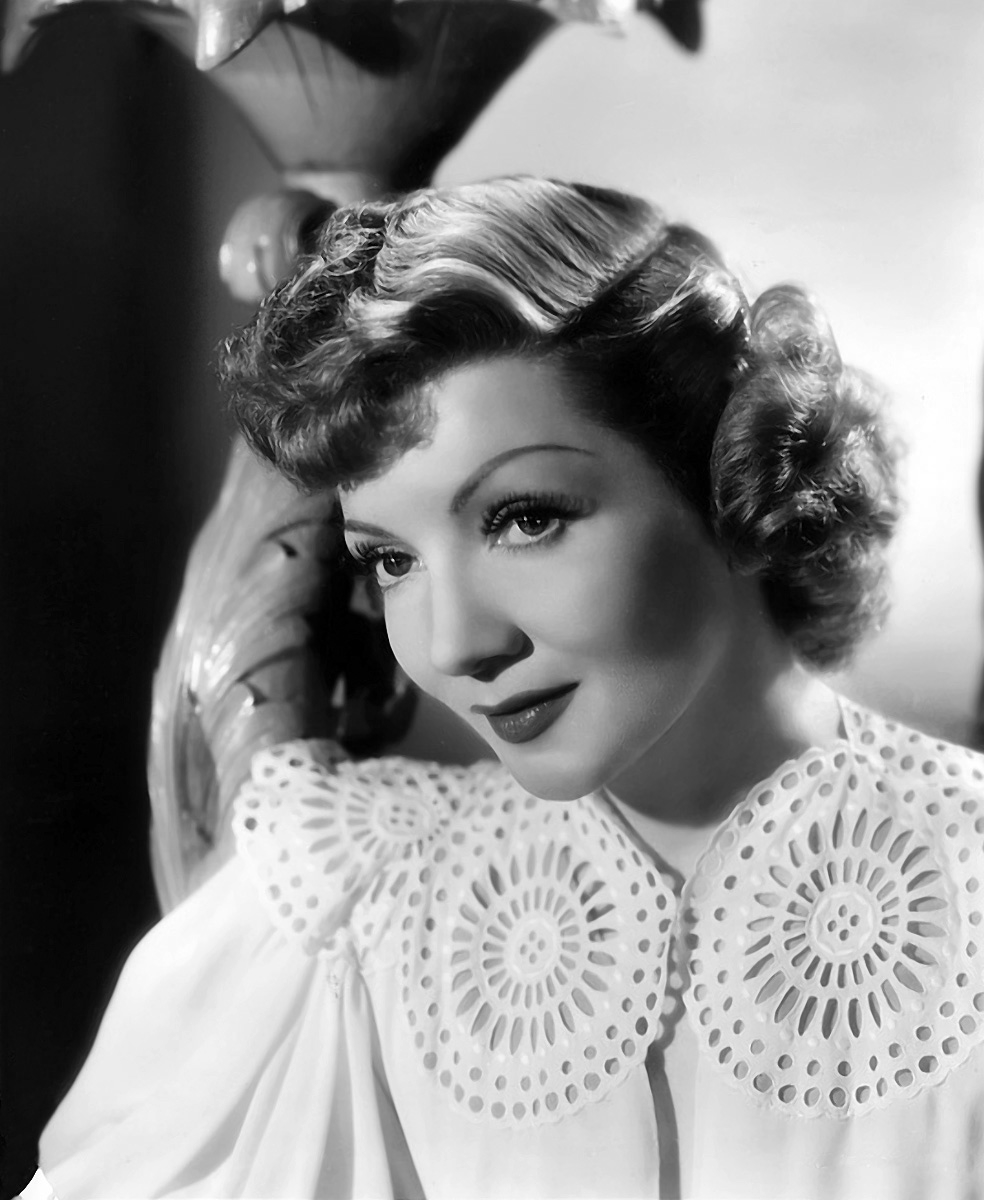
Claudette Colbert

- 1996: Claudette Colbert, actriz francesa (n. 1903).
- 2000: Roberto Ares Pons, historiador uruguayo (n. 1921).
- 2001: Nena Coronil, maestra de ballet y bailarina venezolana (n. 1922).
- 2001: Anton Schwarzkopf, ingeniero alemán (n. 1924).
- 2003: Alicia Lourteig, botánica argentina (n. 1913).
- 2004: Fabián Madorrán, árbitro argentino de fútbol (n. 1965).
- 2006: Mario Báncora, físico argentino (n. 1918).
- 2007: Michelangelo Antonioni, cineasta, escritor y pintor italiano (n. 1912).
- 2007: Ingmar Bergman, cineasta sueco (n. 1918).
- 2011: Mario Echandi Jiménez, político costarricense, 33.º presidente (n. 1915).
- 2012: Chris Marker, escritor, fotógrafo y cineasta francés (n. 1921).
- 2012: Héctor Tizón, escritor, jurista y diplomático argentino (n. 1929).
- 2012: Maeve Binchy, escritora, columnista y oradora irlandesa (n. 1940).
- 2013: Osvaldo Bonet, actor y director argentino (n. 1918).
- 2014: Julio Grondona, futbolista y dirigente futbolístico argentino (n. 1931), presidente de la AFA (Asociación del Fútbol Argentino) entre 1979 y 2014.
- 2014: Dick Wagner, guitarrista y productor estadounidense (n. 1942).
- 2017: Tato Cifuentes, actor, humorista y ventrílocuo chileno (n. 1925).
- 2018: Andreas Kappes, ciclista alemán (n. 1965)
- 2020: Lee Teng-hui, economista y político taiwanés, presidente de Taiwán entre 1988 y 2000 (n. 1923).
- 2020: Herman Cain, empresario y político estadounidense (n. 1945).
- 2022: Nichelle Nichols (89), actriz estadounidense (n. 1932).
- 2023: Paul Reubens (89), actor y comediante estadounidense (n. 1952).
- 2024: Fuad Shukr,  miembro de alto rango de Hezbolá (n. 1962).
- 2025: Carlos Capdevila (79), médico, militar, torturador y asesino argentino (n. 1946), falleció en prisión, donde estuvo recluido desde 2018.[4]
- 2025: Johnny Mayes (78), jugador de rugby australiano (n. 1947).[5]
- 2025: Rodrigo Moya (78), fotógrafo colombomexicano (n. 1947).[6]

## Celebraciones
- Naciones Unidas: 
  - Día Mundial contra la Trata de Personas.[7]
  - Día Internacional de la Amistad.[8]
 Según la Resolución A/RES/65/275 de la Asamblea General de las Naciones Unidas, firmada el 3 de mayo de 2011.

Gastronomía
- Día Mundial de la Tarta de Queso.[9][10]

Misceláneas
- Día del Libro de Bolsillo.
Se celebra cada año el 30 de julio, en conmemoración del nacimiento de esta popular y accesible forma de publicación que revolucionó la lectura en el siglo XX. El 30 de julio de 1935, la editorial británica Penguin Books lanzó sus primeros libros de bolsillo, marcando un antes y un después en la historia editorial. Esta fecha se considera el nacimiento del libro de bolsillo moderno. Un libro de bolsillo es una edición compacta, económica y portable de obras literarias. Su tamaño reducido y precio accesible permitieron que más personas pudieran acceder a la lectura, especialmente durante el siglo pasado.
- Día Mundial del Bordado.[11]

 Por países
(Por orden alfabético)
- Colombia: 
  - Día Nacional de la Vida Silvestre.
En esta fecha, se busca generar conciencia sobre la importancia de la conservación de la flora y fauna silvestres del país, destacando su riqueza y biodiversidad. Colombia es considerada un país megadiverso, ocupando un lugar privilegiado a nivel mundial en cuanto a número de especies.

- Costa Rica: 
  - Día Nacional del Primer Voto Femenino.
En Costa Rica, el 30 de julio se conmemora oficialmente el Día Nacional del Primer Sufragio de las Mujeres o Día Nacional del Primer Voto Femenino, una fecha histórica de gran relevancia para la democracia tica.

- Malasia: 
  - Pahang:
    - Festejos en el Estado por el cumpleaños del Sultán de Pahang.[12]
(en inglés: Birthday of the Sultan of Pahang in Pahang in 2025).

- Marruecos: 
  - Día del Trono.
(en árabe: عيد العرش‎; en francés: Fête du Trône).
En el Reino de Marruecos se conmemora el día que el actual Rey tomó posesión de su trono, siendo día festivo y por lo tanto, no-laborable. El presente Rey Mohammed VI de Marruecos tomó posesión el 30 de julio de 1999. Cada año se realizan ese día varias actividades y ceremonias oficiales en todas las ciudades del país, siendo la más importante el Discurso desde el Trono, en el cual los medios de comunicación nacionales retransmiten el discurso oficial del Rey. Otra actividad relevante es la ceremonia del juramento, por la cual las Reales Fuerzas Armadas juran lealtad a la bandera y al rey.

- Sudán del Sur: 
  - Día de los Mártires.
En conmemoración de la muerte de John Garang de Mabior, líder del Ejército Popular de Liberación de Sudán durante la segunda guerra civil sudanesa. Tras un acuerdo de paz, ejerció brevemente como primer vicepresidente de Sudán durante tres semanas hasta su fallecimiento en un accidente de helicóptero el 30 de julio de 2005. Nunca se ha demostrado que existiera un acto ilícito en su muerte, pero de todas maneras el 30 de julio se recuerda esta fecha.

- Vanuatu: 
  - Día de la Independencia.
Celebra la independencia de Vanuatu del Reino Unido y Francia en 1980.

### Santoral católico
- San Abel.
- Santos Abdón y Senén.
- Santa Godeleva de Ghistelles.
- San José Yuan Gengyin.
- Santa Julita de Cesarea.
- San Leopoldo de Castelnuovo.
- Santa María de Jesús Sacramentado.
- San Pedro Crisólogo.
- San Urso de Auxerre.
- Beato Braulio María Corres y 14 compañeros.
- Beato Manes de Guzmán.
- Beata María Vicenta de Santa Dorotea.
- Beato Sergio Cid Pazo.